# Mia De Vits

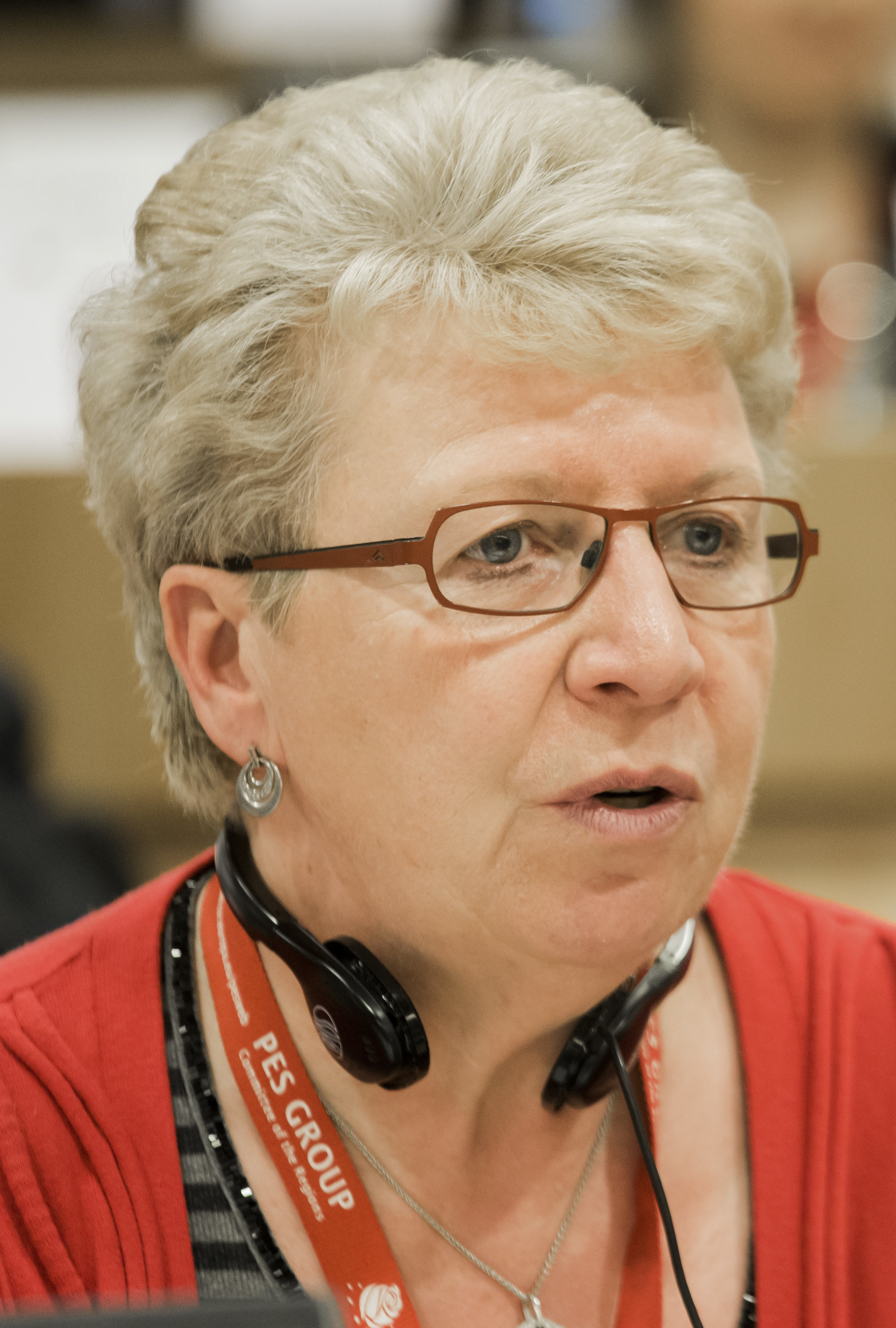
Mia De Vits, 2013

Mia De Vits (* 31. März 1950 in Gooik) ist eine belgische Politikerin für die Partei Socialistische Partij Anders (sp.a). Sie war von 2004 bis 2009 Mitglied des Europäischen Parlaments.

## Leben
De Vits studierte Sozialwissenschaften an der Katholieke Universiteit Leuven und schloss das Studium 1971 mit dem Lizenziat ab. Anschließend war sie bis 1973 als freiberufliche Journalistin beim Vlaamse Radio- en Televisieomroep (VRT) tätig.
1973 wurde De Vits politische Mitarbeiterin beim Allgemeinen Belgischen Gewerkschaftsbund (ABVV/FTGB), ab 1984 dessen Verbandssekretärin, war von 1989 bis 2002 dessen Generalsekretärin und von 2002 bis 2004 als erste Frau dessen Vorsitzende. Zudem war sie von 1989 bis 2004 Mitglied des geschäftsführenden Vorstands des Internationalen Bundes Freier Gewerkschaften (IBFG) und gleichzeitig Mitglied des geschäftsführenden Vorstands des Europäischen Gewerkschaftsbundes (EGB).
2004 wurde De Vits als Spitzenkandidatin der sp.a in das Europäische Parlament gewählt. Sie war Mitglied der Sozialdemokratischen Fraktion im Europäischen Parlament sowie des Ausschusses für Binnenmarkt und Verbraucherschutz und der Delegation für die Beziehungen zu Indien. Zudem bekleidete sie das Amt einer Quästorin.
Seit 2006 ist Mia de Vits Mitglied im Gemeinderat von Gooik.
Ende Januar 2009 gab De Vits ihren Abschied aus der Politik bekannt.